# Ligne de Frederikshavn à Skagen
La ligne de Frederikshavn à Skagen (en danois : Skagensbanen) est une ligne ferroviaire danoise reliant la ville de Frederikshavn et le système ferroviaire danois au port de pêche et station balnéaire de Skagen la plus au nord du Jutland. La ligne est à écartement standard et à voie unique non électrifiée. Elle est ouverte le 24 juillet 1890 par la compagnie de chemin de fer Skagensbanen,.